# Mats Persson (generaldirektör)
Mats Roland Persson född 11 augusti 1951 är en svensk ämbetsman och före detta generaldirektör för Jordbruksverket respektive Strålsäkerhetsmyndigheten.
Persson är civilekonom och var under tiden 2003-2012 generaldirektör på Jordbruksverket. Persson har erfarenhet av aktivt deltagande i EU-arbete och har även arbetat inom Regeringskansliet, då på dåvarande Jordbruksdepartementet.
Under perioden 17 september 2012 till 31 maj 2019 var han generaldirektör för Strålsäkerhetsmyndigheten. Hans förordnande förlängdes i februari 2016 till sommaren 2018. Han fick därefter ytterligare förlängt förordnande för att kunna slutföra flytten av delar av myndigheten till Katrineholm, där verksamheten började den 1 oktober 2018. I november 2018 förlängdes hans förordnande "fr.o.m. den 1 januari 2019 tills vidare, dock längst till dess att en ny generaldirektör tillträder sin anställning".
Den 1 juni 2019 efterträddes han av Nina Cromnier, vilket tillkännagavs den 28 mars 2019.